# Vanessa Palacio
Vanessa Palacio (Envigado, 17 de febrero de 1987) es una periodista y presentadora de televisión colombiana, reconocida por su trabajo con las cadenas ESPN, Caracol Radio, Claro Sports, Teleantioquia, Telemedellín, Win Sports+ y Señal Colombia.

## Carrera

### Inicios
Palacio cursó estudios de Comunicación Social en la Universidad Pontificia Bolivariana. Su primera experiencia laboral llegó en el canal Cable Pacífico, donde se desempeñó como presentadora y reportera de noticias deportivas. En 2008 ingresó en la nómina de Teleantioquia Noticias, donde igualmente integró la franja deportiva del noticiero.

### ESPN y regreso a Colombia
Obtuvo reconocimiento internacional luego de integrarse al equipo del canal ESPN Latinoamérica, donde participó en varios programas de opinión y fue una de las presentadoras del espacio informativo ESPN Noticias. Tras estar cinco años radicada en Argentina, decidió regresar a Colombia, vinculándose laboralmente a Claro Sports, Caracol Radio y Red+ Noticias en la ciudad de Bogotá.

### Actualidad
A mediados de la década de 2010 regresó a Medellín y trabajó con el entonces alcalde de la ciudad, Federico Gutiérrez, presentando un programa institucional. En 2017 fue anunciada como la nueva directora de noticias del canal Telemedellín. En 2020 se vinculó profesionalmente con el canal Win Sports+, regresando al periodismo deportivo.
En noviembre de 2023 fue elegida por el alcalde Federico Gutiérrez como nueva gerente de Telemedellín para el periodo 2024-2027.